# Ann Simons
Ann Simons   (Tongeren, 5 d'agost de 1980) és una judoka alemanya, ja retirada, que va competir durant les dècades de 1990 i 2000.
El 2000 va prendre part en els Jocs Olímpics d'Estiu de Sydney, on guanyà la medalla de bronze en la competició del pes extra lleuger del programa de judo.
En el seu palmarès també destaquen tres medalles de bronze al Campionat d'Europa de judo i cinc campionats nacionals entre d'altres èxits. Una lesió l'obligà a retirar-se el 2006.